# Lost Without You
Lost Without You este o melodie a interpretei Delta Goodrem. Cântecul a fost lansat ca single pe data de 28 februarie 2003 în Australia. Single-ul a atins poziția cu numărul 1 în Australia, devenind cel de-al doilea #1 al artistei în țara sa natală. De asemenea, single-ul a obținut poziții de top 10 în Noua Zeelandă, Regatul Unit și Suedia. 'Lost Without You' a fost lansat și în SUA pe data de 28 iunie 2005, performând modest în clasamentul Billboard Adult Contemporany.

## Clasamente
| Clasament                         | Poziția Maximă |
| --------------------------------- | -------------- |
| Australian Singles Chart          | 1              |
| Dutch Singles Chart               | 35             |
| Germany Singles Chart             | 27             |
| Ireland Singles Chart             | 15             |
| New Zealand Singles Chart         | 4              |
| Spain Singles Chart               | 10             |
| UK Singles Chart                  | 4              |
| Clasament                         | Poziția maximă |
| Austria Singles Chart             | 14             |
| Sweden Singles Chart              | 9              |
| Switzerland Singles Chart         | 47             |
| Clasament                         | Poziția maximă |
| U.S. Billboard Adult Contemporary | 18             |

## Lista melodiilor
| CD single - Australia 1. „Lost Without You” — 4:10 2. „Lost Without You” (acoustic) — 4:08 3. „In My Own Time” — 4:06 CD single 1 - Regatul Unit 1. „Lost Without You” — 4:10 2. „Lost Without You” (acoustic) — 4:08 3. „In My Own Time” — 4:06 4. „Lost Without You” (music video) | CD single 2 - Regatul Unit 1. „Lost Without You” — 4:10 2. „Hear Me Calling” — 3:48 3. „Lost Without You” (Smash 'N' Grab remix) — 4:04 Remix-uri Oficiale 1. „Lost Without You” (album version) 2. „Lost Without You” (acoustic) 3. „Lost Without You” (the Luge remix) 4. „Lost Without You” (Smash 'N' Grab remix) 5. „Lost Without You” (Smash 'N' Grab extended remix) 6. „Lost Without You” (Soulchild remix) 7. „Lost Without You” (U.S. mix) |